# Flateyjarbók
Flateyjarbók o Libro de Flatey que en islandés significa 'Libro de la isla plana' es uno de los más importantes manuscritos medievales de Islandia. Es también conocido como Codex Flateyensis y catalogado como GkS 1005 fol..

## Descripción
El Flateyjarbók es el mayor y uno de los más bellos manuscritos medievales, comprendiendo 225 hojas de pergaminos, cuidadosamente escritas e ilustradas. Contiene mayormente sagas de reyes nórdicos como se encuentran en Heimskringla, particularmente las sagas sobre Olaf Tryggvason, Olaf II el Santo, Sverre I de Noruega, Hakon el Viejo, Magnus el Bueno, y Harald Hardrada. Pero aparecen aquí expandidos con material adicional no encontrado en otras fuentes (parte del material es muy antiguo) y con algunas diferencias únicas. La mayor parte del material adicional, mas no todo, se encuentra en las sagas reales, a veces entrelazado. Además en el manuscrito se encuentra la única copia del poema éddico Hyndluljód, un conjunto único de anales desde la creación hasta 1394, y muchas historias cortas que de otra forma no se habrían preservado, como es el caso de Norna-Gests þáttr ('Historia de Norna Gest').
Particularmente importante es la Saga Groenlendinga ("Saga de los groenlandeses") que relata el establecimiento de la colonia de Vinland con algunas diferencias a la Eiríks saga rauða ("Saga de Erik el Rojo"). también se preserva la única versión islandesa de la Saga Orkneyinga ("Saga de los isleños de las Orcadas") y Saga Færeyinga ("Saga de los isleños de Feroe").

## Historia

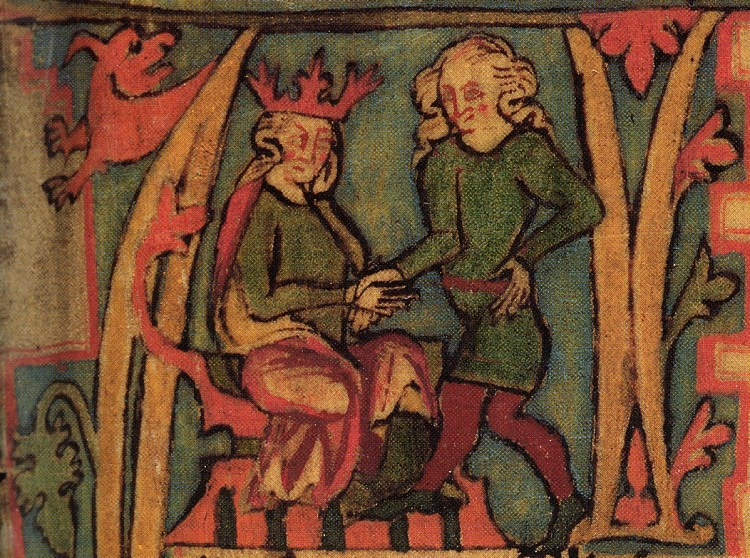
El rey Harald I de Noruega recibe el trono de Noruega de manos de su padre, en esta ilustración del Flateyjarbók.

Según la evidencia brindada por el propio libro, se escribió en 1387 y se completó en 1394 o un poco después. En su primera página declara que su dueño es Jón Hákonarson (1350 - c. 1416), un rico terrateniente del norte de Islandia, y que el libro fue escrito por dos sacerdotes. Uno de ellos Jón Þórðarson, escribió el contenido de la historia de Eirík el Viajante hasta el final de las dos sagas de Olaf y el otro, Magnús Þórhallsson, quien escribió los primeros y últimos materiales y también ilustró la obra. Posteriormente más material fue añadido hacia finales del siglo XV.
El manuscrito recibió especial atención por primera vez en 1651 cuando el obispo Brynjólfur Sveinsson de Skálholt, con permiso del rey Federico III de Dinamarca pidió que toda la gente de Islandia que tuviese manuscritos antiguos los entregara al rey danés, así fuese el original o una copia, tanto como regalo o con un precio. Jon Torfason, hijo del reverendo Torfi Finsson, que residía en Flatey en Breiðafjörður en la costa oeste de Islandia, era el dueño del libro que ya era conocido como el Flateyjarbók. En un principio Jon se negó a librarse de su preciada reliquia, el más grande y mejor libro de toda Islandia, y Jon continuó negándose incluso cuando el propio obispo fue a visitarlo y le ofreció tierras. Pero Jon cambió de idea y se lo entregó al obispo justo cuando este estaba partiendo, y en consecuencia Jon fue eximido del pago de todo futuro impuesto eclesiástico.
El manuscrito fue dado para que lo conservase a Thormodus Torfæus, en 1662, como un obsequio del obispo Brynjólfur al rey Federico III y colocado en el Museo Real de Copenhague. (El resto de la colección del obispo Brynólfur fue dispersada por sus herederos que no tenían interés en conservar una colección de manuscritos antiguos, y la mayoría se perdieron, aunque afortunadamente de mucho de ellos se hicieron transcriptos.) En 1971 el Flateyjarbók y el Codex Regius fueron repatriados a Islandia como tesoros nacionales islandeses y son preservados y estudiados por el Instituto Árni Magnússon.

## Contenido

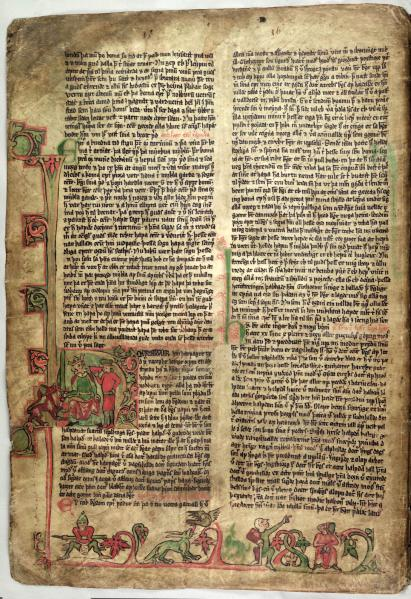
Otro detalle de un folio de Flateyjarbók.

El Flateyjarbók consiste de los siguientes textos:
- Geisli - un poema religioso sobre Olaf II el Santo
- Ólafs ríma Haraldssonar - un poema sobre Olaf II el Santo en estilo rímur, el primero de ese tipo de poesía.
- Hyndluljóð
- Una sección de Gesta Hammaburgensis ecclesiae pontificum
- Sigurðar þáttr slefu
- Hversu Noregr byggðist
- Genealogías de reyes noruegos.
- Eiríks saga víðförla
- Óláfs saga Tryggvasonar (Flateyjarbók), que incluye:

- Saga Grœnlendinga
- Saga Færeyinga
- Saga Jómsvíkinga
- Otto þáttr keisara
- Fundinn Noregr
- Orkneyinga þáttr
- Albani þáttr ok Sunnifu
- Íslands bygging
- Þorsteins þáttr uxafóts
- Sörla þáttr
- Stefnis þáttr Þorgilssonar
- Rögnvalds þáttr ok Rauðs
- Hallfreðar þáttr vandræðaskálds
- Kjartans þáttr Ólafssonar
- Ögmundar þáttr dytts
- Norna-Gests þáttr
- Helga þáttr Þórissonar
- Þorvalds þáttr tasalda
- Sveins þáttr ok Finns
- Rauðs þáttr hins ramma
- Hrómundar þáttr halta
- Þorsteins þáttr skelks
- Þiðranda þáttr ok Þórhalls
- Kristni þáttr
- Eiríks þáttr rauða
- Svaða þáttr ok Arnórs kerlingarnefs
- Eindriða þáttr ilbreiðs
- Orms þáttr Stórólfssonar
- Hálfdanar þáttr svarta
- Haralds þáttr hárfagra
- Hauks þáttr hábrókar

- Óláfs saga helga, que incluye:

- Saga Fóstbrœðra
- Saga Orkneyinga
- Saga Færeyinga
- Nóregs konungatal
- Haralds þáttr grenska
- Ólafs þáttr Geirstaðaálfs
- Styrbjarnar þáttr Svíakappa
- Hróa þáttr heimska
- Eymundar þáttr hrings
- Tóka þáttr Tókasonar
- Ísleifs þáttr byskups
- Eymundar þáttr af Skörum
- Eindriða þáttr ok Erlings
- Ásbjarnar þáttr Selsbana
- Knúts þáttr hins ríka
- Steins þáttr Skaftasonar
- Rauðúlfs þáttr
- Völsa þáttr
- Brenna Adams byskups

- Saga de Sverre
- Hákonar saga Hákonarsonar
- Una versión de Ólafs saga helga de Styrmir Kárason
- Una saga del rey Magnus el Bueno y el rey Harald Hardrada del tipo Morkinskinna
- Hemings þáttr Áslákssonar
- Auðunar þáttr vestfirska
- Sneglu-Halla þáttr
- Halldórs þáttr Snorrasonar
- Þorsteins þáttr forvitna
- Þorsteins þáttr tjaldstœðings
- Blóð-Egils þáttr
- Grœnlendinga þáttr (no confundir con la saga Grœnlendinga)
- Helga þáttr ok Úlfs
- Játvarðar saga helga - Saga del rey Eduardo
- Flateyjarannáll